# Saint-Rome-de-Tarn
 Saint-Rome-de-Tarn  là một xã ở tỉnh Aveyron, thuộc vùng Occitanie ở miền nam nước Pháp.